# Brookit

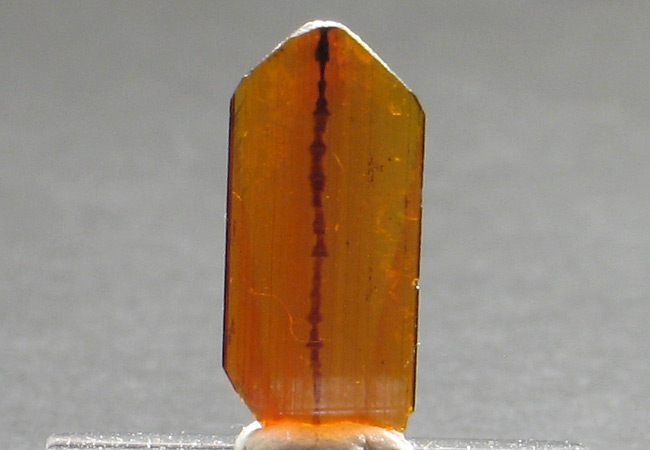
Kryształ brukitu

Brookit (Brukit) – bardzo rzadki minerał z gromady tlenków, będący dwutlenkiem tytanu. 
Nazwa pochodzi od nazwiska angielskiego mineraloga i krystalografa Henry’ego Jamesa Brooke’a (1771-1857).

## Charakterystyka

### Właściwości
Tworzy kryształy tabliczkowe i kolumnowe i słupkowe. Występuje w postaci tabliczkowych kryształów, na ścianach których widać wyraźne prążkowanie często z budową klepsydrową. Wykształca także kryształy narosłe i wrosłe. Nie wykształca kryształów bliźniaczych. Posiada luminescencję od białej do szarawobiałej lub żółtawobiałej.
Często przyjmuje postać pseudoheksagonalną (podwójnej pseudoheksagonalnej piramidy). Jest jedną z trzech odmian polimorficznych dwutlenku tytanu – pozostałe odmiany to: rutyl i anataz. Jest przezroczysty lub nieprzezroczysty, wykazuje pleochroizm o barwach od żółto-, przez czerwoną, do złocistobrunatnej. 

### Występowanie
Występuje w żyłach hydrotermalnych, skałach magmowych, skałach metamorficznych: gnejsach, łupkach i skałach wulkanicznych, rzadziej w pegmatytach. Powstaje też jako produkt rozkładu innych minerałów zawierających tytan. Niekiedy tworzy koncentracje w skałach okruchowych: piaskach i żwirach. Towarzyszą mu najczęściej anataz, rutyl, kwarc, albit, piryt, skaleń, hematyt, tytanit, kwarc dymny i magnetyt. 
Miejsca występowania:
- Na świecie: Szwajcaria (Amsteg), Austria (Prägraten), Francja, Włochy, Rosja (Miass), USA (Magnet Cove), Wielka Brytania (Tremadoc)[1], Brazylia[6].

- W Polsce znajdowany jest w Sudetach (w okolicach Jeleniej Góry, Kowar, Sowiej Dolinie oraz na Pogórzu Izerskim)[5].

### Zastosowanie
- ma znaczenie naukowe i kolekcjonerskie,
- okazjonalnie stosowany jako kamień ozdobny w jubilerstwie. Przezroczyste brukity są bardzo rzadkie i najbardziej poszukiwane,
- w niektórych złożach minerał występuje w ilościach opłacalnych do eksploatacji i wówczas jest używany do pozyskiwania tytanu.